# Бъдущност
Бъдущност (на румънски: Viitorulǔ) е български вестник, издаван в Букурещ през 1864 г. от Георги Раковски.
Първият брой излиза на 8 март с.г. от печатницата на казанлъчанина Стефан Расидеску, както и останалите девет броя. В списването и редактирането им помагат Богдан Хашдеу и Димитър Великсин. Средствата за отпечатването на „Бъдущност“ са набавени от акционери измежду българските емигранти в Румъния със съдействието на румънското правителство на Михаил Когълничану. Вестникът се разпространява в Александрия, Гюргево и други румънски градове, както и в българските земи, въпреки забраната на турските власти.
В „Бъдущност“ Раковски помества статии и коментари по българския църковен въпрос, насочени срещу усилията на Вселенската патриаршия да погърчи българите. Разобличава „мегали идеята“ и се застъпва за равноправие и единодействие на балканските народи в решаването на Източния въпрос. Подкрепя дейно реформените усилия на Когълничану и княз Александър Куза – изземването на църковните имоти, оземляването на румънските селяни и демократизирането на избирателния закон.
От самото начало издаването на „Бъдущност“ среща финансови затруднения и спънки от страна на Христо Георгиев, Георги Атанасович и други български богаташи в Румъния, които не споделят революционните убеждения на Раковски и подкрепата му за реформите на Куза. Недостигът на средства води до спиране на вестника през май 1864 година.